# أغنية السيف
أغنية السيف (بالكورية: 도적: 칼의 소리) هو مسلسل كوري جنوبي، من بطولة كيم نام-جيل، سوهيون، يو جاي ميونغ، لي هيون ووك ولي هو جونغ. تم اصداره على نتفليكس في 22 سبتمبر 2023.

## القصة
تدور الأحداث في عشرينيات القرن الماضي، خلال الفترة المضطربة للاحتلال الياباني، حيث حُرم شعب جوسون من مكان معيشتهم وهجروا إلى اليابان. في هذه الاثناء، أولئك الذين توجهوا إلى أرض الفوضى "غاندو"، بقصص مختلفة، يتوحدو بهدف واحد، حماية وطن الكوريين.

## طاقم
- كيم نام جيل في دور لي يون[7]

جندي ياباني سابق غادر إلى غاندو، تاركًا وراءه كل شيء وأصبح لصًا يحمي الأرض والناس.
- سيوهيون في دور نام هي-شين[8]

رئيسة مكتب السكك الحديدية في الحكومة اليابانية العامة لكوريا التي تخفي هويتها الحقيقية.
- يو جاي ميونغ في دور تشوي تشونغ سو[8]

مالك أرض في قرية كورية تقع في غاندو وهو ناشط للاستقلال.
- لي هيون ووك في دور لي كوانغ إيل[9]

ضابط عسكري ياباني انتهازي يتورط مع لي يون في علاقة مروعة.
- لي هو-جونغ في دور إيون نيون[10]

مسلحة تذهب إلى غاندو بعد تكليفها بقتل لي يون.

## الإنتاج
في أغسطس 2022 ، ترددت أنباء عن توقف تصوير المسلسل بسبب الأمطار الغزيرة. انتهى التصوير في 2 فبراير 2023.

## روابط خارجية
- أغنية السيف على موقع IMDb (الإنجليزية)
- أغنية السيف على موقع نتفليكس (الإنجليزية)
- أغنية السيف على موقع قاعدة بيانات الفيلم (الإنجليزية)

لا توجد روابط لمواقع التواصل الاجتماعي.